# 佐渡歴史伝説館
佐渡歴史伝説館（さどれきしでんせつかん）は、佐渡島にゆかりのある歴史上人物や伝説を等身大ロボットなどで紹介する体感型ミュージアムである。所在地は新潟県佐渡市真野655番地、運営は株式会社佐渡歴史伝説館。

## 概要
佐渡島は、古くより都との往来があり、また流人地としての側面もあり、多くの歴史上人物の伝承がある。その中の順徳天皇・日蓮・世阿弥を中心に、八景に分けて体感型で歴史や伝説を紹介している。
お土産販売コーナーでは、北朝鮮拉致被害者曽我ひとみの夫であるチャールズ・ジェンキンスが佐渡歴史伝説館オリジナル商品「太鼓番せんべい」の販売を行っている。太鼓番せんべいはブルーリボン運動奨励品で、売上の2パーセントを拉致被害救済に役立てている。